# Hinche (arrondissement)
Hinche (em crioulo, Ench), é um arrondissement do Haiti, situado no departamento do Centro. De acordo com o censo de 2003, Hinche tem uma população total de 180.803 habitantes.

## Comunas
O arrondissement de Hinche é composto por 4 comunas.
- Cerca-Carvajal
- Hinche
- Maïssade
- Thomonde